# Pace (Florida)
Pace is een plaats (census-designated place) in de Amerikaanse staat Florida, en valt bestuurlijk gezien onder Santa Rosa County.

## Demografie
Bij de volkstelling in 2000 werd het aantal inwoners vastgesteld op 7393.

## Geografie
Volgens het United States Census Bureau beslaat de plaats een oppervlakte van
24,3 km², geheel bestaande uit land. Pace ligt op ongeveer 9 m boven zeeniveau.

## Plaatsen in de nabije omgeving
De onderstaande figuur toont nabijgelegen plaatsen in een straal van 24 km rond Pace.